# سنگو ریور کوئین دوم
سنگو ریور کوئین دوم (به انگلیسی: Songo River Queen II) یک کشتی است که طول آن 93 ft. می‌باشد. این کشتی در سال ۱۹۸۲ ساخته شد.